# کتایون امیرابراهیمی
کتایون امیرابراهیمی (زادهٔ ۱۳۱۸) بازیگر اهل ایران است. او فعالیت خود را با فیلم تار عنکبوت (۱۳۴۲) آغاز کرد. حمیدرضا سنگیان بازیگر تئاتر سینما و تلویزیون با وی نسبت فامیلی دارد. همچنین زر امیرابراهیمی بازیگر، نوه عموی وی است.

## زندگی
پدرش کارمند وزارت امور خارجه و از نوادگان امیرالامرای کرمانی بود و وقتی به باکو رفته بود با مادرش آشنا شد و ازدواج کرد. مادر کتایون اهل باکو بود و تحصیلاتش را در شوروی گذرانده بود. او در مورد نحوه ازدواج پدر و مادرش در مصاحبه‌ای که با روزنامه جام جم داشته این چنین می‌گوید: «در سفری که پدرم به باکو رفته بود با مادرم آشنا شد و در آنجا از مادرم خواستگاری کرد. مادرم در شوروی تحصیل کرده بود و چون مدرک دانشگاه باکو در آن زمان معتبرتر از مدرک تحصیلی دانشگاه‌های ایران بود پس از این که مادرم به ایران آمد به عنوان دبیر ورزش مشغول به کار شد.»
کتایون فرزند اول خانواده بود. دو خواهر و سه برادر دارد. کودکی اش را در رشت گذراند. نوجوان بود که به تهران آمد. در دبیرستانی در خیابان شاه آباد تحصیل کرد، مادرش هم در همان مدرسه تدریس می‌کرد. در ۱۷ سالگی به عقد یکی از اقوام نزدیکش درآمد و صاحب دو دختر به نام‌های نازی و نیلوفر شد. از کودکی عاشق بازیگری بود و در خانواده‌ای زندگی می‌کرد که با هنر بیگانه نبودند. شوهر عمه‌اش، کارگردان تئاتر بود و البته نسبت دوری هم با شهلا ریاحی و بهمن فرمان‌آرا دارد. در مورد چگونگی ورودش به دنیای هنر می‌گوید: «یادم است نزدیک دبیرستان ما سالن تئاتری بود که اکثر هنرپیشه‌های آن زمان در این سالن، نمایش اجرا می‌کردند. من هم به واسطه شوهرعمه‌ام که در تئاتر بود زیاد به آنجا می‌رفتم و از همان‌جا با صحنه تئاتر واقعی آشنا شدم.»

## پیش از انقلاب

کتایون امیرابراهیمی در جوانی

عمده فعالیت بازیگری امیرابراهیمی پیش از انقلاب ۱۳۵۷ است. امیرابراهیمی خود را در سینما به عنوان بازیگر از سال ۱۳۴۲ با فیلم تار عنکبوت (مهدی میرصمدزاده) آغاز کرد و تا سال ۱۳۵۳ در چهل و هشت فیلم سینمایی ایفای نقش کرد.
بی‌شک یکی از بیاد ماندنی‌ترین نقش‌هایش را در فیلم حسن کچل (علی حاتمی، ۱۳۴۹) بازی کرد. او می‌گوید: «قبل از حضورم در این فیلم آشنایی چندانی با مرحوم علی حاتمی نداشتم و فقط از طریق شوهرم تهیه‌کننده فیلم را می‌شناختم. یک روز آقای حاتمی مرا در دفتر ایشان دیدند و از من خواستند که این نقش را بازی کنم، اما همان موقع به من گفتند این فیلم موزیکال است و معلوم نیست که اصلاً بفروشد یا نه، اما با این حال من قبول کردم که این نقش را بازی کنم و جالب اینجاست که فیلم حسن کچل در زمان خودش یعنی سال ۱۳۴۹ چیزی حدود ۹ میلیون تومان فروخت و من هم برای بازی در این فیلم ده هزار تومان گرفتم.»
امیرابراهیمی در فیلم درختان ایستاده می‌میرند (امیر شروان، ۱۳۵۰) در کنار آذر شیوا بازی کرد. در فیلم بده در راه خدا (رضا صفایی، ۱۳۵۰) به عنوان نقش اول زن در کنار تقی ظهوری و علی میری بازی کرد. در فیلم ازدواج ایرانی (احمد نجیب‌زاده، ۱۳۴۷) نقش مقابل عارف عارف‌کیا را بازی کرد.

## پس از انقلاب
کتایون امیرابراهیمی پس از ۲۷ سال با سریال بدون شرح (مهدی مظلومی، ۱۳۸۰) بار دیگر به دنیای بازیگری بازگشت و در سال ۱۳۸۲ در سریال کوچهٔ اقاقیا به کارگردانی رضا عطاران در نقش گلنسا، همسر فوت شده منوچهر نوذری، که به شکل روح ظاهر می‌شد و با منوچهر نوذری صحبت می‌کرد، به ایفای نقش پرداخت. پس از آن در سال ۱۳۸۳ و با فیلم بازنده به سینما بازگشت. او نقشی هم در فیلم ورود آقایان ممنوع (رامبد جوان) داشت که حاشیه‌هایی را به همراه داشت. امیر ابراهیمی نسبت به نوع نوشتن اسمش در تیتراژ گله‌مند است و می‌گوید: «از رامبد جوان به‌خاطر نوع نوشتن اسم من در تیتراژ گله‌مند هستم چون ایشان هیچ احترامی برای من قایل نشدند و اسم مرا در انتهای تیتراژ نوشتند. متأسفانه امروزه در سینما اخلاق و احترام وجود ندارد.» همچنین او در سال ۱۳۸۳ در سریال طنز «من یک مستاجرم» به کارگردانی «پریسا بخت آور» در نقش «زمانه خانم» ایفای نقش کرد.
از مجموعه‌های تلویزیونی او می‌توان به بدون شرح، من یک مستاجرم و زیر هشت اشاره کرد.

## فیلم‌شناسی

### سینما
| سال تولید | نام فیلم               | کارگردان           |
| --------- | ---------------------- | ------------------ |
| ۱۳۴۲      | تار عنکبوت             | مهدی میرصمدزاده    |
| ۱۳۴۴      | یک پارچه آقا           | ناصر ملک‌مطیعی      |
| ۱۳۴۴      | افق روشن               | مهدی امیرقاسم خانی |
| ۱۳۴۵      | هاشم‌خان                | محمد زرین‌دست       |
| ۱۳۴۵      | مرد و نامرد            | سیاوش شاکری        |
| ۱۳۴۵      | عذاب مرگ               | عباس دستمال‌چی      |
| ۱۳۴۵      | شمسی پهلوان            | سیامک یاسمی        |
| ۱۳۴۵      | امروز و فردا           | عباس شباویز        |
| ۱۳۴۶      | نیم وجبی               | نصرت‌الله وحدت      |
| ۱۳۴۶      | میلیونرهای گرسنه       | اسماعیل ریاحی      |
| ۱۳۴۶      | مردی از اصفهان         | امیر شروان         |
| ۱۳۴۶      | مرد بی‌ستاره            | عزیزالله بهادری    |
| ۱۳۴۶      | گذشت بزرگ              | ناصر ملک‌مطیعی      |
| ۱۳۴۶      | قربانی سوم             | ابوالقاسم ملکوتی   |
| ۱۳۴۶      | غم‌ها و شادی‌ها          | احمد صفایی         |
| ۱۳۴۶      | عروس تهران             | احمد نجیب‌زاده      |
| ۱۳۴۶      | زنی به نام شراب        | امیر شروان         |
| ۱۳۴۶      | پسران علاءالدین        | امین امینی         |
| ۱۳۴۶      | الماس ۳۳               | داریوش مهرجویی     |
| ۱۳۴۷      | گردش روزگار            | قدرت‌الله بزرگی     |
| ۱۳۴۷      | قدرت عشق               | روبرت اکهارت       |
| ۱۳۴۷      | عشق قارون              | ابراهیم باقری      |
| ۱۳۴۷      | شب فرشتگان             | فریدون گله         |
| ۱۳۴۷      | شاهراه زندگی           | ایرج قادری         |
| ۱۳۴۷      | دزد سیاهپوش            | امیر شروان         |
| ۱۳۴۷      | تحفه هند               | مهدی ژورک          |
| ۱۳۴۷      | ازدواج ایرانی          | احمد نجیب‌زاده      |
| ۱۳۴۷      | آواره‌های تهران         | عزیزالله بهادری    |
| ۱۳۴۸      | گربه را دم حجله می‌کشند | داوود اسماعیلی     |
| ۱۳۴۸      | کاسب‌های محل            | عباس دستمال‌چی      |
| ۱۳۴۸      | قصر زرین               | محمدعلی فردین      |
| ۱۳۴۸      | عشق‌آفرین               | احمد نجیب‌زاده      |
| ۱۳۴۸      | آخرین مبارزه           | سیاوش شاکری        |
| ۱۳۴۹      | شهر گناه               | محمدعلی زرندی      |
| ۱۳۴۹      | حسن کچل                | علی حاتمی          |
| ۱۳۴۹      | تاکسی عشق              | نصرت‌الله وحدت      |
| ۱۳۴۹      | آدم و حوا              | امیر شروان         |
| ۱۳۵۰      | شیادان                 | محمد متوسلانی      |
| ۱۳۵۰      | رسوای عشق              | احمد نجیب‌زاده      |
| ۱۳۵۰      | درختان ایستاده می‌میرند | امیر شروان         |
| ۱۳۵۰      | بده در راه خدا         | رضا صفایی          |
| ۱۳۵۱      | یک جو غیرت             | علی آزاد           |
| ۱۳۵۱      | عطش                    | ایرج قادری         |
| ۱۳۵۱      | صلاح‌الدین ایوبی        | حسن ساسان‌پور       |
| ۱۳۵۲      | معشوقه                 | رضا صفایی          |
| ۱۳۵۲      | جعفر جنی و محبوبه‌اش    | رضا صفایی          |
| ۱۳۵۲      | بوسه بر لب‌های خونین    | ساموئل خاچیکیان    |
| ۱۳۵۳      | نبرد عقاب‌ها            | ناصر رفعت          |
| ۱۳۸۲      | کودتای سیاه            | محمدرضا ورزی       |
| ۱۳۸۳      | بازنده                 | قاسم جعفری         |
| ۱۳۸۷      | تهران در جستجوی زیبایی | مهدی کرم‌پور        |
| ۱۳۸۸      | میش                    | مجید صالحی         |
| ۱۳۸۹      | لیمو ترش               | سید جواد رضویان    |
| ۱۳۸۹      | اشک انار               | فیاض موسوی         |
| ۱۳۸۹      | ارتباط خانوادگی        | نادر مقدس          |
| ۱۳۸۹      | ورود آقایان ممنوع      | رامبد جوان         |
| ۱۴۰۱      | همه چیز در معرض فروش   | حمیدرضا سنگیان     |
| ۱۴۰۲      | نابازیگر               | حمیدرضا سنگیان     |
| ۱۴۰۳      | کتایون به روایت کتایون | حمیدرضا سنگیان     |

### تلویزیون
| سال تولید | نام سریال         | شبکه   | کارگردان        |
| --------- | ----------------- | ------ | --------------- |
| ۱۳۸۱      | بدون شرح          | شبکه ۳ | مهدی مظلومی     |
| ۱۳۸۲      | کوچه اقاقیا       | شبکه ۵ | رضا عطاران      |
| ۱۳۸۳      | من یک مستأجرم     | شبکه ۳ | پریسا بخت‌آور    |
| ۱۳۸۵      | گلریزان           | شبکه ۱ | مسعود رشیدی     |
| ۱۳۸۵      | زندگی به شرط خنده | شبکه ۵ | مهدی مظلومی     |
| ۱۳۸۹      | زیر هشت           | شبکه ۱ | سیروس مقدم      |
| ۱۳۹۳      | راه شیری          | شبکه ۲ | مونا زندی حقیقی |